# Luigi Romanelli
Luigi Romanelli (Rome, 21 juillet 1751 – Milan, 1er mars 1839) est un librettiste italien.

## Biographie
Il a écrit de nombreux livrets, la majorité d'entre eux pour la Scala de Milan. Il a également été professeur de déclamation au conservatoire de cette ville.

## Opéras sur des livrets de Romanelli
| Titre                                                 | Genre                     | actes   | Compositeur                         | Première          | Ville, théâtre                 |
| ----------------------------------------------------- | ------------------------- | ------- | ----------------------------------- | ----------------- | ------------------------------ |
| Virginia                                              | dramma serio per musica   | 3 actes | Angelo Tarchi                       | 8 septembre 1785  | Florence, Teatro della Pergola |
| Virginia                                              | opera seria               | 3 actes | Gioacchino Albertini Albertini (it) | 7 janvier 1786    | Rome, Teatro delle Dame        |
| Il fabbro parigino o sia La schiava fortunata         | dramma giocoso per musica | 2 actes | Valentino Fioravanti                | 9 janvier 1789    | Rome, Teatro Capranica         |
| Il trionfo del bel sesso ossia La forza delle donne   | opera buffa               | 2 actes | Giuseppe Nicolini                   | 20 août 1799      | Milan, la Scala                |
| Il ritratto                                           | opera buffa               | 3 actes | Nicola Antonio Zingarelli           | 12 octobre 1799   | Milan, la Scala                |
| I baccanali di Roma                                   | opera seria               | 2 actes | Giuseppe Nicolini                   | 21 janvier 1801   | Milan, la Scala                |
| Il puntiglio (Furberia e puntiglio)                   | opera buffa               | 2 actes | Vincenzo Pucitta                    | 7 juillet 1802    | Milan, la Scala                |
| La fortunata combinazione                             | opera buffa               | 2 actes | Giuseppe Mosca                      | 17 août 1802      | Milan, la Scala                |
| La capricciosa pentita                                | dramma giocoso per musica | 2 actes | Valentino Fioravanti                | 2 octobre 1802    | Milan, la Scala                |
| La schiava di due padroni                             | opera buffa               | 2 actes | Valentino Fioravanti                | 15 mars 1803      | Milan, la Scala                |
| Chi vuol troppo veder diventa cieco (I mariti gelosi) | opera buffa               | 2 actes | Giuseppe Mosca                      | 2 juillet 1803    | Milan, la Scala                |
| Le finte rivali                                       | melodramma giocoso        | 2 actes | Johann Simon Mayr                   | 20 août 1803      | Milan, la Scala                |
| L'impostore avvilito                                  | opéra                     |         | Vincenzo Lavigna                    | 11 septembre 1804 | Milan, la Scala                |
| Abenamet e Zoraide                                    | dramma per musica         | 2 actes | Giuseppe Nicolini                   | 26 décembre 1805  | Milan, la Scala                |
| Coriolano                                             | dramma per musica         | 2 actes | Vincenzo Lavigna                    | 20 janvier 1806   | Turin, Teatro Regio            |
| Idomeneo                                              | opera seria               | 2 actes | Vincenzo Federici                   | 31 janvier 1806   | Milan, la Scala                |
| Adelasia ed Aleramo                                   | melodramma serio          | 2 actes | Johann Simon Mayr                   | 26 décembre 1806  | Milan, la Scala                |
| Paolo Emilio                                          | opera seria               |         | Jannoni                             | 2 février 1807    | Milan, la Scala                |
| Cleopatra                                             | opéra                     | 2 actes | Joseph Weigl                        | 19 décembre 1807  | Milan, la Scala                |
| La conquista del Messico                              | dramma per musica         | 2 actes | Ercole Paganini                     | 4 février 1808    | Milan, la Scala                |
| Il rivale di se stesso                                | melodramma                | 2 actes | Joseph Weigl                        | 18 avril 1808     | Milan, la Scala                |
| Di posta in posta                                     | opéra                     |         | Vincenzo Lavigna                    | 2 juillet 1808    | Milan, la Scala                |
| Coriolano ossia L'assedio di Roma                     | opera seria               | 2 actes | Giuseppe Nicolini                   | 26 décembre 1808  | Milan, la Scala                |
| Palmerio e Claudia                                    | dramma per musica         | 2 actes | Vincenzo Lavigna                    | 20 janvier 1809   | Turin, Teatro Regio            |
| Ifigenia in Aulide                                    | melodramma                | 2 actes | Vincenzo Federici                   | 28 janvier 1809   | Milan, la Scala                |
| Orcamo                                                | opéra                     |         | Vincenzo Lavigna                    | 28 février 1809   | Milan, la Scala                |
| L'amante prigioniero                                  | opéra                     |         | Bigactes                            | 6 mai 1809        | Milan, la Scala                |
| Le rivali generose                                    | melodramma giocoso        | 2 actes | Ercole Paganini e altri autori      | 10 juin 1809      | Milan, la Scala                |
| Le avventure di una giornata                          | melodramma buffo          | 2 actes | Francesco Morlacchi                 | 26 septembre 1809 | Milan, la Scala                |
| La vestale                                            | opera seria               | 3 actes | Vincenzo Pucitta                    | 3 mai 1810        | Londres, King's Theatre        |
| La contadina bizzarra                                 | opera buffa               |         | Giuseppe Farinelli                  | 16 août 1810      | Milan, la Scala                |
| Raul di Créqui                                        | melodramma serio          | 2 actes | Johann Simon Mayr                   | 26 décembre 1810  | Milan, la Scala                |
| Abradate e Dircea                                     | dramma per musica         | 2 actes | Giuseppe Nicolini                   | 29 janvier 1811   | Milan, la Scala                |
| Fedra                                                 | opéra                     |         | Felice Alessandro Radicati          | 5 mars 1811       | Londres, King's Theatre        |
| Chi non risica non rosica                             | dramma giocoso per musica | 2 actes | Pietro Generali                     | 18 mai 1811       | Milan, la Scala                |
| La casa dell'astrologo                                | opera buffa               | 2 actes | Giuseppe Nicolini                   | 17 août 1811      | Milan, la Scala                |
| Virginia                                              | dramma serio per musica   | 3 actes | Pietro Casella                      | 26 décembre 1811  | Milan, la Scala                |
| Tancredi                                              | melodramma serio          | 2 actes | Stefano Pavesi                      | 18 janvier 1812   | Milan, la Scala                |
| La vedova stravagante                                 | opéra                     | 2 actes | Pietro Generali                     | 30 mars 1812      | Milan, la Scala                |
| La pietra del paragone                                | melodramma giocoso        | 2 actes | Gioachino Rossini                   | 26 septembre 1812 | Milan, la Scala                |
| Tamerlano                                             | melodramma serio          | 2 actes | Johann Simon Mayr                   | 26 décembre 1812  | Milan, la Scala                |
| L'isola di Calipso                                    | opera seria               | 2 actes | Pietro Carlo Guglielmi (it)         | 23 janvier 1813   | Milan, la Scala                |
| Ernesto e Palmira                                     | opéra                     |         | Pietro Carlo Guglielmi              | 18 septembre 1813 | Milan, la Scala                |
| Castore e Polluce                                     | melodramma serio          | 2 actes | Felice Alessandro Radicati          | 27 mai 1815       | Bologne, Teatro del Corso      |
| L'imboscata                                           | opéra                     | 2 actes | Joseph Weigl                        | 8 novembre 1815   | Milan, la Scala                |
| L'eroismo in amore                                    | melodramma serio          | 2 actes | Ferdinando Paër                     | 26 décembre 1815  | Milan, la Scala                |
| Margaritta d'Anjou ossia L'orfana d'Inghilterra       | melodramma eroicomico     | 2 actes | Joseph Weigl                        | 26 juillet 1816   | Milan, la Scala                |
| Abradate e Dircea                                     | dramma per musica         | 2 actes | Paolo Bonfichi                      | 23 janvier 1817   | Turin, Teatro Regio            |
| La difesa di Goa                                      | dramma per musica         | 3 actes | Raffaele Russo                      | 17 janvier 1818   | Turin, Teatro Regio            |
| Adelaide di Borgogna                                  | melodramma serio          | 2 actes | Pietro Generali                     | 24 avril 1819     | Rovigo, Teatro Sociale         |
| Fedra                                                 | melodramma serio          | 2 actes | Ferdinando Orlandi                  | 10 juin 1820      | Padoue, Teatro Nuovo           |
| La conquista di Granata                               | melodramma serio          | 2 actes | Giuseppe Nicolini                   | 26 décembre 1820  | Venise, Teatro la Fenice       |
| Fedra                                                 | melodramma serio          | 2 actes | Johann Simon Mayr                   | 26 décembre 1820  | Milan, la Scala                |
| La sciocca per astuzia                                | opera buffa               | 2 actes | Giuseppe Mosca                      | 15 mai 1821       | Milan, la Scala                |
| Elisa e Claudio ossia L'amore protetto dall'amicizia  | melodramma semiserio      | 2 actes | Saverio Mercadante                  | 30 octobre 1821   | Milan, la Scala                |
| Mandane, regina di Persia                             | opera seria               | 2 actes | Carlo Coccia                        | 4 novembre 1821   | Lisbonne, Teatro São Carlos    |
| Antigona e Lauso                                      | opera seria               | 2 actes | Stefano Pavesi                      | 26 janvier 1822   | Milan, la Scala                |
| La dama locandiera ossia L'albergo de' pitocchi       | opera buffa               | 2 actes | Giuseppe Mosca                      | 8 avril 1822      | Milan, la Scala                |
| La vestale                                            | melodramma serio          | 3 actes | Giovanni Pacini                     | 6 février 1823    | Milan, la Scala                |
| Le finte amazzoni                                     | opéra                     |         | Pietro Raimondi                     | 15 mai 1823       | Milan, la Scala                |
| Aspasia e Agide                                       | melodramma serio          | 2 actes | Giuseppe Nicolini                   | 8 mai 1824        | Milan, la Scala                |
| Isabella ed Enrico                                    | melodramma semiserio      | 2 actes | Giovanni Pacini                     | 12 juin 1824      | Milan, la Scala                |
| La gelosia corretta                                   | melodramma semiserio      | 3 actes | Giovanni Pacini                     | 27 mars 1826      | Milan, la Scala                |
| Gli arabi nelle Gallie o sia Il trionfo della fede    | melodramma serio          | 2 actes | Giovanni Pacini                     | 8 mars 1827       | Milan, la Scala                |
| Saladino e Clotilde                                   | melodramma tragico        | 2 actes | Nicola Vaccai                       | 4 février 1828    | Milan, la Scala                |

## Source
- (it) Cet article est partiellement ou en totalité issu de l’article de Wikipédia en italien intitulé « Luigi Romanelli » (voir la liste des auteurs).